# بينيتا ي. بيرسون
بينيتا ي. بيرسون (بالإنجليزية: Benita Y. Pearson)‏ هي قاضية ومحامية أمريكية، ولدت في 1963 في كليفلاند في الولايات المتحدة.